# یادآوری (فیلم ۲۰۲۱)
یادآوری (انگلیسی: Recalled; کره‌ای: 내일의 기억; لاتین‌نویسی اصلاح‌شده: Naeileui Gieok) یک فیلم معمایی-دلهره‌آور محصول کره جنوبی سال ۲۰۲۱ به کارگردانی سو یو مین و با بازی سو یه جی و کیم کانگ-وو است. این فیلم دربارهٔ زنی است که پس از دست دادن حافظه‌اش، آیندهٔ خود را می‌بیند. این فیلم در ۲۱ آوریل ۲۰۲۱ منتشر شد.
بر اساس داده‌های شورای فیلم کره‌ای، این فیلم در بین تمام فیلم‌های منتشر شده در سال ۲۰۲۱ در کره جنوبی، رتبهٔ ۱۵ را دارد، و در مجموع به درآمد ۲٫۵۶ میلیون دلار آمریکا رسید و تعداد ۳۳۵٬۰۲۵ بلیت تا تاریخ ۱۲ دسامبر ۲۰۲۱ فروخت.

## بازیگران
- سو یه جی در نقش سو جین[۵]
- کیم کانگ-وو در نقش جی هون[۶]
- یوم هه-ران
- به یو رام در نقش کارآگاه به
- به جه کی
- کیم کانگ-هون
- پارک سانگ ووک در نقش کی سانگ[۷]
- سونگ هیوک
- کیم جو-ریونگ
- سونگ چانگ گیو در نقش حراست آپارتمان